# خورخه کاستانیدا
خورخه کاستانیدا (اسپانیایی: Jorge Castañeda‎؛ زادهٔ ۱۲ ژانویهٔ ۱۹۷۰) بازیکن سابق و مربی فوتبال اهل مکزیک است.
از باشگاه‌هایی که در آن بازی کرده‌است می‌توان به باشگاه فوتبال کروز آزول، باشگاه فوتبال کلرادو رپیدز، و باشگاه فوتبال اطلس اشاره کرد.
وی همچنین در تیم ملی فوتبال زیر ۲۳ سال مکزیک بازی کرده‌است.